# Brighton and Hove
Brighton and Hove – dystrykt o statusie city i unitary authority w hrabstwie ceremonialnym East Sussex w Anglii. Utworzony w 2000 przez połączenie miast Brighton i Hove.
Do innych miejscowości dystryktu należą Hangleton, Ovingdean, Patcham, Portslade, Rottingdean, Saltdean, Stanmer, West Blatchington i Woodingdean.